# Born to Be Sold
«Born to Be Sold» (en español: «Nacido para ser Vendido») fue el noveno sencillo de la banda de Reino Unido Transvision Vamp. Fue un éxito a finales de 1989, alcanzando el número 22 en el Reino Unido Singles Chart. 
La letra habla de como la gente famosa parece nacida para ser vendida en los medios de comunicación, se cita a Elvis Presley, Marilyn Monroe, Cassius Clay y Billy el niño. A pesar de que no fue su canción mejor posicionada, estuvo incluida en el recopilatorio Now That´s What I Call Music! 16.

## Pistas
Todas las canciones por Nick Christian Sayer, excepto las indicadas.
7" vinilo y casete sencillo (TVV9) / (TVVC9)
1. «Born to Be Sold» - 3:45
2. «Down on You» (versión en vivo) - 4:31
3. «Last Time» (versión en vivo) (Mick Jagger / Keith Richards) - 5:18

CD sencillo y vinilo 12" (TVVT9) / (DTVVT9)
1. «Born to Be Sold» (7" versión) - 3:45
2. «Kiss Me» (Anthony Doughty) - 2:00
3. «Down on You» (versión en vivo) - 4:31
4. «Last Time» (versión en vivo) - 5:18

## Posicionamiento
| Lista (1989)                  | Puesto |
| ----------------------------- | ------ |
| Irish Singles Chart           | 12     |
| UK Singles Chart              | 22     |
| Lista (1990)                  | Puesto |
| Australian ARIA Singles Chart | 108    |